# 熊吉
熊吉（1463年—？），字伯修，江西撫州府臨川縣人，民籍，明朝政治人物。

## 生平
弘治五年（1492年）壬子科江西鄉試第八名舉人。弘治九年（1496年）中式丙辰科會試第一百九名，三甲第五十九名進士。正德八年官南宁府同知，升兵部员外郎。

## 家族
曾祖熊正觀；祖父熊惟省；父熊世昌，前母王氏；母過氏。具庆下。兄熊篪、熊熙。